# Добрун
Добрун (рум. Dobrun) — село у повіті Олт в Румунії. Входить до складу комуни Добрун.
Село розташоване на відстані 151 км на захід від Бухареста, 21 км на південний захід від Слатіни, 32 км на схід від Крайови.

## Населення
За даними перепису населення 2002 року у селі проживали 656 осіб, усі — румуни. Усі жителі села рідною мовою назвали румунську.